# 1 % artistique
Pour les articles homonymes, voir 1%.
La disposition légale française dite du « 1 % artistique » (ou parfois « 1 % culturel » ou encore « 1 % décoratif ») institue la création d’œuvres d’artistes-plasticiens contemporains associés à la création architecturale publique. Depuis sa mise en place en 1951, le 1 % artistique a permis de financer environ 12 300 œuvres.

## Histoire
Le premier projet de loi date de 1936, mais c’est un arrêté du 18 mai 1951 qui le voit aboutir grâce à l'action du sculpteur René Iché, rédacteur du projet, tout d’abord dans le cadre de l’Éducation nationale : « 1 % des sommes consacrées par l’État pour chaque construction d’établissement scolaire ou universitaire devra financer la réalisation d’une œuvre d’art contemporaine intégrée au projet architectural »[réf. nécessaire].
Au cours des années 1970 et 1980, cette mesure est étendue aux constructions d’autres ministères : Affaires étrangères, Agriculture, Coopération, Culture, Défense, Économie et Finances, Environnement, Industrie, Intérieur, Jeunesse et Sports, Justice, Postes et Télécommunications, Transports, Travail.
Par la suite, dans le cadre de la décentralisation, le principe sera étendu aux collectivités locales dans la limite des obligations pesant sur l’État au moment du transfert de compétence.
Cette disposition s’applique à tout bâtiment partiellement ou totalement réalisé par une des tutelles citées et ayant pour vocation d’accueillir le public.
Le dispositif législatif en vigueur diffère dans ses modalités d’application selon les institutions. Les dispositions principales, relatives aux collectivités territoriales, relèvent de l'article L. 1616-1 du Code général des collectivités territoriales et de son décret d'application n°2002-677 du 29 avril 2002, relatif à l'obligation de décoration des constructions publiques et précisant les conditions de passation des marchés ayant pour objet de satisfaire à cette obligation, lequel s'applique également « aux opérations dont la maîtrise d'ouvrage est assurée par l'État ou par ses établissements publics autres que ceux ayant un caractère industriel et commercial, ainsi que par leur mandataire et par toute personne agissant pour leur compte, notamment dans le cas prévu par l'article L. 211-7 du code de l'éducation ».

## Déroulement
Le montant attribué au projet artistique est calculé en fonction du montant (hors-taxes) total des travaux, hors honoraires de l’architecte, hors travaux de voirie divers, hors équipements mobiliers. Si le crédit disponible est inférieur à 8 000 euros, il est possible de se limiter à un achat d’œuvre auprès d’une galerie ou directement auprès d’un artiste. Si le crédit disponible est supérieur à cette somme, un comité de pilotage est constitué, réunissant la tutelle et l’affectataire du bâtiment, son maître d’œuvre mais aussi le conseiller pour les arts plastiques de la direction régionale des Affaires culturelles, un représentant de la collectivité locale sur laquelle est implantée la construction, etc. Ce groupe de travail définit le cahier des charges de la construction et de l’intervention artistique qui y sera associée. Les membres de ce comité d’avant-projet peuvent tous proposer des artistes susceptibles de répondre à la commande, notamment le conseiller pour les arts plastiques, apte de par sa fonction à présenter les artistes et leurs démarches au reste du comité.
Les créations réalisées dans ce cadre sont assez libres puisque, selon le texte de loi, « sans exclusive de discipline artistique » (peinture, sculpture, mobilier, mais aussi installations lumineuses, sonores, botaniques, etc.). En revanche, l’œuvre doit être réfléchie en fonction du lieu qui l’accueille.
Le comité de pilotage peut alors rencontrer différents artistes – ceux qui ne seront pas retenus seront éventuellement indemnisés.
Si le montant du projet dépasse 16 000 euros, une commission régionale est réunie pour en faire l’examen. Cette commission se compose de membres officiels « de droit » (préfet de région, recteur d’académie dans le cas des universités, préfet de département pour les constructions relevant du ministère de l’Intérieur, représentant de la commune, directeur des Affaires culturelles de la région, etc.) et de personnalités extérieures (dans le cas de l’Île-de-France, pour l’Éducation nationale ou l’Intérieur, par exemple, ces personnalités sont nommées pour cinq ans).
Lorsque l’artiste et le maître d’œuvre font leur proposition à la commission et que celle-ci est en désaccord, il est possible au préfet de demander son arbitrage au ministre de la Culture.
La réalisation est ensuite assurée par l’artiste, en collaboration avec l’architecte. La maintenance de l’œuvre incombe au maître d’ouvrage. L’artiste dispose d’un droit moral sur son œuvre et est averti de toute modification ou déplacement de celle-ci.
Par ailleurs, quelques règles impératives stipulent :
- qu’un cartel disposé à proximité de l’œuvre précise le nom de son auteur, son  titre éventuel, sa date de création et une description sommaire (matériaux, etc.) ;
- que l’affectataire du bâtiment conserve un texte retraçant l’historique du projet et la démarche de l’artiste ;
- que l’œuvre soit enregistrée à l’inventaire des biens de l’établissement (qui en est propriétaire).

## Les dates du 1% artistique
|                                          | Date de l'arrêté                | Parution JO                  |
| ---------------------------------------- | ------------------------------- | ---------------------------- |
| Arrêté fondateur : Éducation nationale   | 18 mai 1951                     | 17 juin 1951                 |
| encore valable mais procédure abrogée le | 15 mai 1975                     | 4 juin 1975                  |
| Extension aux autres ministères          |                                 |                              |
| Défense                                  | 3 juillet 1972                  | non parue                    |
| Culture modifié le                       | 5 janvier 1978 3 mars 1981      | 17 janvier 1978 13 mars 1981 |
| Affaires étrangères                      | 4 janvier 1980                  | 5 février 1980               |
| Environnement                            | 1er février 1980                | 14 mai 1980                  |
| Coopération                              | 5 février 1980                  | 21 février 1980              |
| Travail                                  | 15 février 1980                 | 14 mars 1980                 |
| Jeunesse et Sports modifié le            | 29 février 1980 29 avril 1980   | 9 mars 1980 13 mai 1980      |
| Industrie                                | 23 mars 1980                    | 14 mai 1980                  |
| Transport                                | 18 juin 1980                    | 16 juillet 1980              |
| Économie du Budget                       | 24 juin 1980                    | 12 juillet 1980              |
| Agriculture                              | 24 juin 1980                    | 22 août 1980                 |
| Justice                                  | 11 août 1980                    | 7 octobre 1980               |
| Intérieur modifié le                     | 17 octobre 1980 15 octobre 1982 | 16 mars 1988                 |
| Universités                              | 23 mars 1993                    | 25 mai 1993                  |

## Quelques artistes notoires ayant œuvré dans le cadre du 1%
- Yaacov Agam : sculpture mobile, La Roche-sur-Yon, lycée Pierre Mendès-France[6].
- Paul Belmondo : sculpture en bronze Adolescent portant des flambeaux, Caen, lycée Malherbe[7],[8]
- Stéphane Braconnier : Mirage, sculpture installée à l'E.N.S.A.T.T., Lyon, 1997[9].
- Daniel Buren : La Portée, Montpellier, musée Fabre.
- Alexander Calder :
  - Stabile, Institut universitaire de technologie de Tours, sur démarche faite par l'IUT en 1970 et installé en 1975.
  - La Cornue, sculpture en tôle d'acier sur le campus de l'université de Grenoble[10].
  - Les Ailes brisées, sculpture en acier pour le collège Saint-Exupery de Perpignan [11].
- Boris Lejeune : Cep de Vigne pour le lycée Clemenceau de Reims[12].
- Georges Mathieu : sigle pour l'École nationale supérieure de céramique industrielle à Limoges et composition sur toile (La Célébration du feu, huile sur toile, 1,30 × 3,40 m)[13].
- Orlan : Radiographie des Temps, 2010, Nantes, faculté de médecine[14].
- Yasuo Mizui : divers établissements publics[Lesquels ?].
- Dom Robert, La cour du chat, tapisserie réalisée en 1987 pour le collège Madeleine Cros de Dourgne dans le Tarn[15].
- Raoul Ubac : trois œuvres  monumentales d'extérieur pour la Cité scolaire de Tomblaine.
- Pierre Wemaëre :
  - Nantes, collège La Durantière : céramique monumentale en lave émaillée, 1974, 1 × 50 m, céramiste Dan Sabatay.
  - Montigny-en-Ostrevent, lycée René-Cassin : céramique monumentale en lave émaillée, 1975, 6,5 × 3,10 m, céramiste Dan Sabatay.